# La terza guerra mondiale (miniserie televisiva)
La terza guerra mondiale (World War III) è una miniserie televisiva del 1982 prodotta negli Stati Uniti. Racconta gli eventi che portano a una terza guerra mondiale ed è una delle prime espressioni artistiche del periodo di ritorno della paranoia anticomunista che ci fu all'inizio degli anni '80 con la nuova presidenza di Ronald Reagan.
Il regista Boris Sagal morì in un incidente verso l'inizio delle riprese, colpito dalle pale di un elicottero. Il produttore esecutivo David Greene lo sostituì.

## Trama
Nel 1987 le truppe sovietiche invadono l'Alaska per sabotare l'oleodotto come rappresaglia all'embargo sul grano attuato dagli Stati Uniti. I rispettivi capi di stato sembrano vicini a risolvere il problema diplomaticamente, ma il sovietico viene assassinato da militari dissidenti del suo stesso Paese. Ne seguirà un'escalation degli eventi che porterà, nel finale, all'uso massiccio delle armi atomiche da parte di entrambe le superpotenze.